# Casaseca de las Chanas
Casaseca de las Chanas es un municipio español de la provincia de  Zamora, en la comunidad autónoma de Castilla y León. Tiene una población estimada, en 2020, de 381 habitantes y una densidad de 30,34 hab/km². La localidad de Casaseca de las Chanas concentra la mayoría de la población, con 366 habitantes.

## Geografía
Se encuentra situada en plena comarca de la Tierra del Vino, a 9 km de la capital provincial. 

## Topónimo
El topónimo Casaseca surge de la unión de la palabra latina "casa" y "siccus". Casa tiene el significado de cabaña, ya que la palabra latina domus tiene el significado de edificio hecho para habitar en él. Siccus, de la que procede seca, tiene el significado de "falta de agua", posiblemente en referencia a un manantial, arroyo o río. Por otro lado, Chanas es el plural de "chana", forma propia del leonés occidental, procedente del latín "planam" y equivalente por tanto al castellano "llana" o al gallego "cha". Es un topónimo que suele usarse para referirse a una extensión de terreno llano, generalmente ubicado en alto.

## Historia
Durante la Edad Media la localidad de Casaseca de las Chanas quedó integrada en el Reino de León, siendo repoblada. Posteriormente, en la Edad Moderna, Casaseca formó parte del Partido del Vino de la provincia de Zamora, tal y como reflejaba en 1773 Tomás López en Mapa de la Provincia de Zamora. Así, al reestructurarse las provincias y crearse las actuales en 1833, la localidad se mantuvo en la provincia zamorana, dentro de la Región Leonesa, integrándose en 1834 en el Partido Judicial de Zamora.

## Geografía humana

### Demografía
Cuenta con una población de 373 habitantes (INE 2024).
| Gráfica de evolución demográfica de Casaseca de las Chanas entre 1842 y 2021                                          |
| |
| Población de derecho según los censos de población del INE. Población de hecho según los censos de población del INE. |

### Transportes
Atraviesa el municipio la carretera autonómica CL-605 que lo une en dirección sureste con Segovia y en dirección noroeste con Zamora, la capital de la provincia, situada a unos 12 km. Esta carretera permite enlazar además con la carretera nacional N-630 que une Gijón con Sevilla así como a la autovía Ruta de la Plata, de igual recorrido que la anterior y que constituye el principal eje de transportes del oeste del país. 
Es además importante la carretera provincial ZA-623 que une con Moraleja del Vino y existen además varias carreteras locales que conectan con Cazurra y Morales del Vino.  
En cuanto al transporte público se refiere, tras el cierre del Ferrocarril Ruta de la Plata, que pasaba por el vecino municipio de Morales del Vino y tenía parada en el mismo, no existen servicios de tren en el municipio ni en los vecinos, ni tampoco línea regular con servicio de autobús, siendo las estaciones más cercanas las de Zamora capital. Por otro lado el aeropuerto de Salamanca es el más cercano, estando a unos 74 km de distancia.

### Economía
La actividad económica principal es la agricultura, y de ella el cultivo de viñedos, la producción vitivinícola. El municipio cuenta con varias bodegas, como Bodegas Fariña cuyos vinos son calificados por algunos especialistas como los mejores de la provincia después de los vinos que se elaboran en Toro.
Destaca también la existencia de una piscifactoría, cuyos tanques se han dedicado a la producción intensiva de Tenca.

## Patrimonio
En Casaseca destaca su monumental iglesia parroquial de San Juan Bautista que, construida en el siglo XVI, cuenta con un estilo a caballo entre el gótico y el Renacimiento. Tiene tres naves separadas por cuatro grandes arcos que descansan sobre columnas jónicas. La cabecera es poligonal y, a los pies, el coro y el sotacoro llevan ricas bóvedas de crucería de estructura gótica y molduración ya renacentista. Tiene dos portadas muy semejantes al norte y al mediodía. En su interior conserva retablos del siglo XVIII. El retablo principal que cubre el ábside es obra de Juan Ruiz de Zumeta, de estilo manierista. Lo remata un calvario, con un cristo gótico.
Por otro lado, hay en la localidad sendas casas, datadas en 1821 y 1828, que conservan parte del original de antiguos palacios.
Asimismo, en la entrada del pueblo suscita curiosidad un lagar de exhibición que recuerda las técnicas vitivinícolas antiguas.

## Fiestas
San Juan Bautista, 24 de junio. Además, en invierno, la localidad es escenario de la fiesta de quintos, llamada también de Santos Inocentes, ya que se celebra el día 28 de diciembre, donde los jóvenes del municipio se encargan de organizar los actos. Los vecinos de Casaseca de las Chanas celebran la festividad de la Virgen del Viso o Aviso, el primer domingo de mayo, y para ello se desplazan a la Pradera del Viso, en el término municipal de Bamba.

## Gastronomía
Cocido, legumbres y productos naturales de huertos particulares, junto a los derivados de La matanza tradicional del cerdo, conforman la dieta básica de una zona de excelentes viñedos y elaboración casera de vino.